# Schwarze Milch

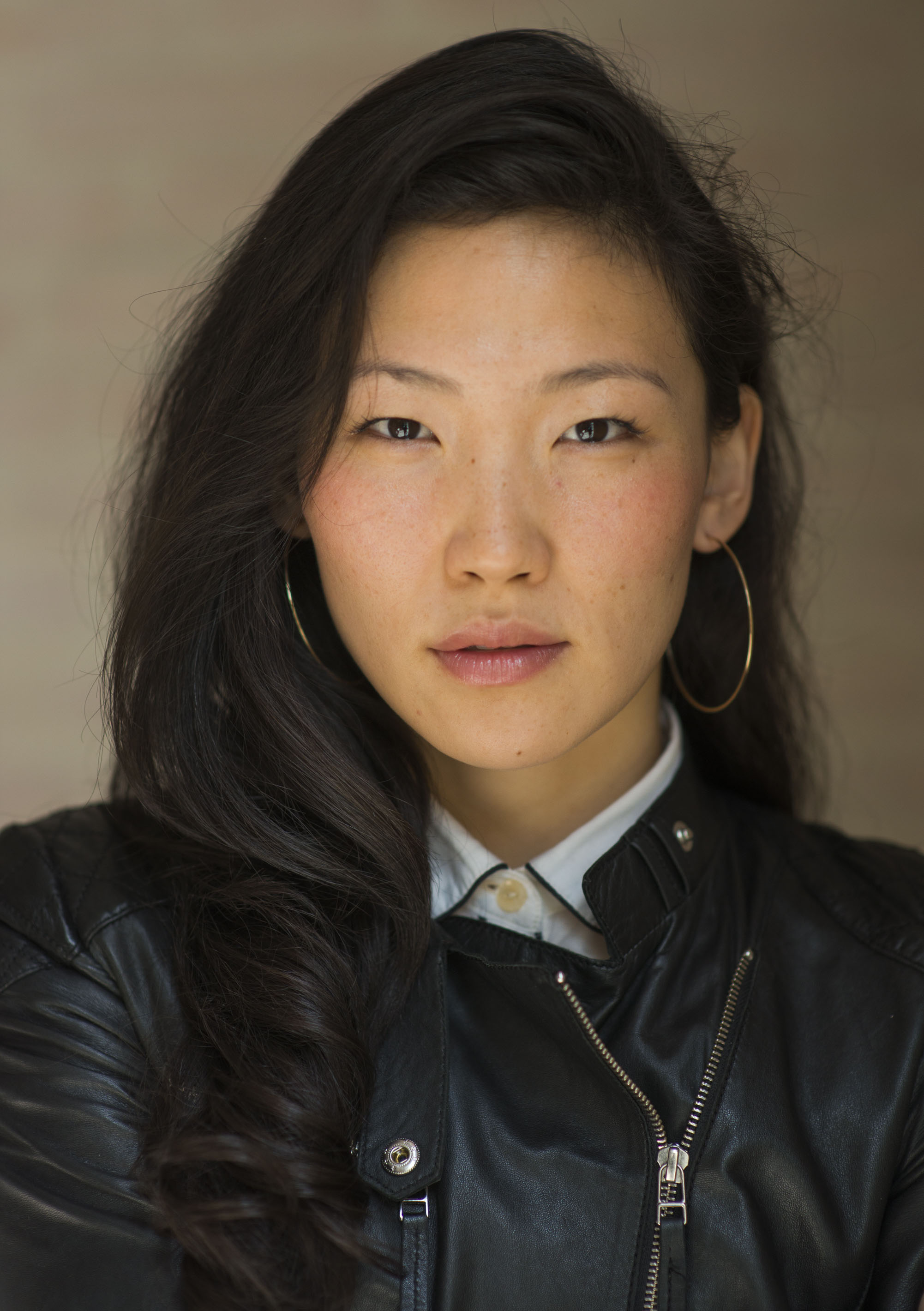
Uisenma Borchu (2016), Hauptdarstellerin und Regisseurin

Schwarze Milch ist ein deutscher Spielfilm aus dem Jahr 2020. Regie führte Uisenma Borchu, die auch das Drehbuch schrieb und selbst in dem Film mitspielte. Der Film wurde auf der 70. Berlinale 2020 in der Sektion Panorama uraufgeführt.

## Handlung
In jungen Jahren werden die beiden Nomadenschwestern Wessi und Ossi getrennt. Während Ossi in der Mongolei bleibt, gerät Wessi nach Deutschland und wächst dort auf. Als erwachsene Frau beschließt Wessi, geplagt von der Sehnsucht nach ihrer Schwester, in die Gobi zurückzukehren. Nachts im Eingang der Jurte, stehen sich die Schwestern gegenüber. Diese Kollision stellt ihre Welten auf den Kopf. Wessi will am Nomadenleben teilnehmen und bewundert das alltägliche Geschick ihrer Schwester und ihren Umgang mit traditionellen Gepflogenheiten. Ossi hingegen fühlt sich unsicher gegenüber ihrer schönen, selbstbewussten Schwester aus dem Westen. Bei ihrer Willkommensfeier begegnet Wessi dem rauen Außenseiter Terbish, einem Nomaden aus der Nachbarschaft. Wessi verspürt zu ihm eine erotische Verbindung. Ihre Schwester kann das nicht verstehen, sie sieht in Terbish nur einen groben, ungeschliffenen Nomaden. Durch Terbish entdeckt Wessi eine neue Welt. Wessis Gedanken sind bei Terbish und sie übergeht unwissentlich Traditionen, die in Ossis Leben von großer Bedeutung sind. Ein Kampf um Liebe und Anerkennung beginnt.

## Rezeption und Kommentar
In Schwarze Milch ist die Welt der Nomaden, aus der Sicht der Außenseiterin, nicht rein und unberührt und schon gar nicht intakt. Das liegt jedoch weniger am Einbruch der vermeintlichen Zivilisation, verkörpert von „Wessi“. Der Nomadenalltag selbst ist rau, die Wüste grausam und voller Gewalt. Als ein Wolf über die Schafsherde herfällt, sind die zerfetzten Kadaver ein dokumentarisches Bild des Schreckens, dessen fiktionales Echo das Eindringen des unbekannten Mannes in die Jurte der Frauen darstellt. Der Wolf als märchenhafte Metapher für die männliche Gewalt.

„‚Das Gefühl für das Drehbuch kam eigentlich mit dem Gefühl, fremd zu sein in einem Land und die Arroganz der anderen zu spüren – dass man nicht gut genug ist und nicht hierhergehört.‘ Sowohl in Deutschland als auch bei den Verwandten in der Mongolei sei sie die Außenseiterin gewesen.“

„Der Film fragt: Ist Emanzipation nicht ein innerer Prozess und kann eine der Kulturen das Primat darüber haben? Borchu beschreibt Widersprüche: Die Nomadinnen seien allesamt Frauen mit viel Kraft, sagt sie. Nicht nur um die Tiere beisammenzuhalten, bedürfe es einer ‚starken Stimme‘; patriarchale Strukturen seien aber in den Grundfesten verankert. Diese Ordnung rüttelt Wessis Ankunft in der Wüste auf: eine unverheiratete Frau ohne Kinder, die eine Affäre mit einem Nomaden aus der Gegend eingeht, die ihrer Schwester von sexuellen Fantasien erzählt und sie ermutigt, sich ihrer Weiblichkeit hinzugeben.“

„Das Gefühl von Verlorenheit war essenziell, das Gefühl, verschluckt zu werden von dieser Natur. In der Wüste bist du sehr mit dir selbst beschäftigt, durch die Ruhe kehrst du in dich zurück. Und nach einer Weile vollzieht sich ein Shift und du suchst wieder den Kontakt nach draußen, dein Fokus verschiebt sich. Ob nun hin zum Tier oder zum Menschen. Du selbst wirst dann so unwichtig, auch weil du auf deinen Nächsten angewiesen bist. Du brauchst seinen Schweiß, sein Blut, seine Wärme. All das wollte ich in meinem Film zeigen.“

„Sexszenen, One-Night-Stands und Schlachtungen: Uisenma Borchu gehört zu den provokantesten Filmemacherinnen in Deutschland.“